# Béla Fogarasi

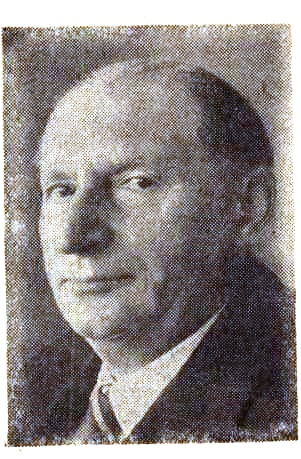
Béla Fogarasi (um 1950)

Béla Fogarasi (* 25. Juli 1891 in Budapest, Österreich-Ungarn; † 28. April 1959 in Budapest) war ein ungarischer Philosoph.

## Leben
Adalbert Frieds Eltern Samu Fried und Eleonóra Weisz magyarisierten 1902 ihre Namen. Fogarasi studierte Philosophie in Budapest und Heidelberg. In Budapest war er ein Mitglied des sogenannten Sonntagskreises um die Philosophen Béla Balázs und Georg Lukács. Zudem ist er neben Karl Mannheim, Arnold Hauser sowie Ervin Szabó Mitbegründer der Budapester Freien Schule für Geisteswissenschaften, an der auch Lukács Vorlesungen stattfinden ließ. Im Jahr 1918 schloss er sich der Ungarischen Kommunistischen Partei an. Während der Zeit der Ungarischen Räterepublik war er der Abteilungsleiter für Hochschulwesen im Volkskommissariat für Unterrichtswesen. Nach der Niederschlagung der Republik emigrierte er nach Wien und Berlin. Im Mai 1923 nahm er an der Marxistischen Arbeitswoche teil. Die ebenfalls teilnehmende Margarete Lissauer wurde später seine Ehefrau. Sie verstarb 1932 in Moskau. Er heiratete dort Ilse Berend-Groa, die er noch aus seiner Zeit in Halle (Saale) als Redakteur bei der KPD-Zeitung Klassenkampf kannte. In den 1920er Jahren wurde er ein Anhänger des Stalinismus. Von 1930 bis 1945 war er Professor für Philosophie in Moskau, 1945 ging er nach Budapest, wo er an der Eötvös-Loránd-Universität lehrte. 1953 wurde er zum Leiter des Instituts für Wirtschaftswissenschaften ernannt.

## Werke auf Deutsch
- Logik. Vom Verfasser autorisierte Übertragung von Samuel Szemere. Aufbau-Verlag, Berlin 1955.